# Крусман, Владимир Эдуардович
Владимир Эдуардович Крусман (1879—1922) — русский учёный-медиевист.

## Биография
Родился 16 января 1879 года в Симбирске.
В 1902 году окончил историко-филологический факультет Императорского Санкт-Петербургского университета; был учеником Г. В. Форстена и И. М. Гревса. В 1907 году был приглашен в Одессу на должность приват-доцента по кафедре средней и новой истории Новороссийского университета. Здесь работал до июля 1917 года. 
Знал четыре европейских языка, а также латинский и греческий языки. В 1916 году защитил диссертацию на учёную степень магистра всеобщей истории. Работая в университете, опубликовал 18 статей, а также две монографии — «На заре английского гуманизма» и «Французское и английское общество в эпоху Просвещения». Кроме университета, преподавал в историю в Одесской женской гимназии А. И. Бракенгеймера.
Был направлен 30 июня 1917 года департаментом народного просвещения в Пермский университет и утверждён в должности ординарного профессора по кафедре всеобщей истории. Здесь пополнил ряды молодых талантливых учёных России, среди которых были Б. Л. Богаевский, А. И. Вольдемарас, А. В. Шмидт и другие. В Перми проработал пять лет, умер 25 августа 1922 года, находясь в научной командировке в Москве.